# دار ساهب (السدة)

تعديل مصدري - تعديل

دار ساهب محلة تابعة لقرية المعبر، التابعة لعزلة جبل عصام بمديرية السدة إحدى مديريات محافظة إب في الجمهورية اليمنية.، بلغ تعداد سكانها 130 حسب تعداد اليمن لعام 2004.